# ويليام أوبراين (سائق سيارة سباق)
ويليام أوبراين (بالإنجليزية: William O'Brien)‏ هو سائق سيارة سباق أمريكي، ولد في 23 فبراير 1951 في Bridgewater Township, New Jersey ‏ في الولايات المتحدة.

## وصلات خارجية
- الموقع الرسمي
- ويليام أوبراين على موقع DriverDB.com (الإنجليزية)